# Guglielmo I di Jülich
Guglielmo di Hengenbach (circa 1300 – 26 febbraio 1361) fu conte, poi marchese ed infine duca di Jülich, dal 1328 alla sua morte.

## Origine
Guglielmo, secondo la Allgemeine Deutsche Biographie era il figlio maschio primogenito del conte di Jülich, Gerardo VI e della moglie, Elisabetta di Brabante, figlia del signore di Vierzon e d'Aarschot, Goffredo del Brabante e della moglie, Giovanna, signora di Vierzon e di Maizières, come ci conferma la Histoire généalogique des ducs de Bourgogne de la maison de France.
Gerardo VI di Jülich, secondo la Allgemeine Deutsche Biographie era il figlio maschio quartogenito del conte di Jülich, Guglielmo IV e della moglie, Riccarda di Gheldria, figlia del conte di Gheldria e conte di Zutphen, Gerardo III, e di Margherita di Brabante, come ci viene confermato dalla Genealogia Ducum Brabantiæ Heredum Franciæ, figlia del duca della Bassa Lorena (Lotaringia), duca di Lovanio e duca di Brabante, Enrico I e della moglie, Matilde di Lorena.

## Biografia
Guglielmo lo troviamo citato nel documento n° 15 del Codex Diplomaticus Neerlandicus, Second Series, [eerste deel], Part 1 (non consultato), del 1307, assieme al padre, Gerardo VI, che fu tra coloro che favorino un'alleanza tra Reginaldo I di Gheldria ed il nuovo conte di Hainaut e conte d'Olanda e di Zelanda, Guglielmo.
Gerardo, durante il suo governo, si schierò sempre coi re di Germania, Alberto I d'Asburgo, poi Arrigo VII ed infine Ludovico il Bavaro, contro gli arcivescovi di Colonia Wigboldo di Holte e poi Enrico di Virneburg, che erano in combutta con i Margravi del Brandeburgo.
Suo padre, Gerardo aveva espanso il suo territorio sino a farne uno dei più potenti tra i fiumi Eifel, Mosa e Reno che successivamente sotto Guglielmo divenne il primo margraviato del Basso Reno.
Nel 1320, secondo il documento n° 30 del Notice historique sur l'ancienne abbaye d'Averboden, Guglielmo (Wilhelmus eorum primogenitus filius dominus de Broughe) approvò che i suoi genitori, Gerardo VI, e Elisabetta (Gerardus comes et Elisabeth comitissa) garantissero alla cognata, Maria (domina Maria domina de Arschot et de Virsione comitissa Juliancensis nostræ prædicta Elisabeth soror) la località di Averboden.
L'ultimo documento di suo padre, Gerardo VI, è datato 10 marzo 1328.Guglielmo gli succedette come Guglielmo V il 29 luglio 1328, e riuscì ad ottenere l'arcidiocesi di Colonia per suo fratello Waleramo, nel 1332.
Guglielmo mantenne un ottimo rapporto con i suoi vicini, l'Elettorato di Colonia ed il ducato di Gheldria e le città imperiali di Colonia e Aquisgrana, e, pur essendo vassallo del re di Francia, Filippo VI di Valois, fu sempre fedele all'imperatore, Ludovico il Bavaro, che il 21 agosto 1336, elevò la contea di Jülich a margraviato e Guglielmo elevato a principe dell'impero; inoltre concesse al suo figlio secondogenito Guglielmo, fidanzato con Margherita di Ravensberg, la successione ad Adolfo IX di Berg, nel ducato di Berg, come da documento n° 306 del Urkundenbuch für die Geschichte des Niederrheins, Volume 3, era il figlio secondogenito del primo duca di Jülich, Guglielmo I (la successione poi passò al figlio primogenito, Gerardo, quando sposò Margherita di Ravensberg); ed infine concesse a Guglielmo il diritto di coniare monete.
Guglielmo fu fiduciario di Ludovico il Bavaro anche in diverse trattative diplomatiche con Francia, papato ed Inghilterra, ricevendone diversi onori.
Guglielmo, poi ebbe un ottimo rapporto anche con Carlo IV di Lussemburgo.
Il rapporto con suo fratello fu sempre leale, ed infatti Waleramo lo sostenne quando i suoi figli, Gerardo e Guglielmo, si ribellarono, molto probabilmente per una brutta situazione finanziarie, ma Guglielmo riuscì a riportare i figli all'obbedienza.
Infine a Metz il 21 dicembre 1356, Guglielmo fu elevato dall'imperatore a duca di Jülich e conte di Valkenburg; infatti nel documento n° 570 del Urkundenbuch für die Geschichte des Niederrheins, Volume 3, del marzo 1357, Guglielmo si cita come duca di Jülich e conte di Valkenburg (Wilhelm van goitz genaden hertzoge van Gulge, greue van Valkenborch).
Guglielmo morì la notte del 26 febbraio 1361. Nel ducato di Jülich gli succedette il figlio secondogenito, Guglielmo, in quanto il primogenito, Gerardo era morto un anno prima.

## Matrimonio e discendenza
Guglielmo, nel 1324, aveva sposato Giovanna di Hainaut (1311 – 1374), figlia del conte di Hainaut e conte d'Olanda e di Zelanda, Guglielmo Giovanna di Valois, la figlia terzogenita di Carlo di Valois e di Margherita d'Angiò, e come ci ricorda la Chronologia Johannes de Beke, era sorella del futuro re di Francia (1328) Filippo VI; il contratto di matrimonio era stato concordato nel 1317, come da documento n° 161 del Urkundenbuch für die Geschichte des Niederrheins, Volume 3, del mese di giugno; due delle sorelle di Giovanna erano rispettivamente imperatrice e regina: Margherita (1310 – 1356), contessa di Hainaut, di Olanda e di Zelanda, andata sposa all'imperatore, Ludovico IV di Baviera, detto il Bavaro; e Filippa (1311 – 1369), andata sposa nel 1328 a Edoardo III, futuro re d'Inghilterra. Dopo essere rimasta vedova, Giovanna, secondo il Bruges et le Franc ou Leur magistrature et leur noblesse, Volume 2, si sposò, in seconde nozze, con Baldovino di Lussemburgo, signore di Thiennes, a cui diede un figlio.
Gerardo dalla moglie, Elisabetta, ebbe nove figli:
- Gerardo,  († 1360), duca di Berg e conte di Ravensberg[13]
- Guglielmo († 1393), duca di Jülich e, per diritto di matrimonio, duca di Gheldria[14]
- Riccarda († 1380), che sposò Engelberto III (her Engelbrecht greue van Marke), conte di Mark (1333-1391)[15]
- Isabella († 1411), che sposò Giovanni Plantageneto, III conte di Kent (1330-1352)[1]
- Giovanna († 1367), che sposò 1352 à Guglielmo d'Isenburg, conte di Wied (+ 1383)[1]
- Filippa († 1390), che sposò 1357 Goffredo, signore di Heinsberg († en 1395)[16]-

## Ascendenza
|                                          |                              |                                          | Genitori                                    |  |  | Nonni |  |  | Bisnonni                       |  |  | Trisnonni                          |  |
|                                          |                              |                                          |                                             |  |  |       |  |  | Guglielmo III, conte di Jülich |  |  | Everardo II, signore di Hengenbach |  |
|                                          |                              |                                          |                                             |  |  |       |  |  | Guglielmo III, conte di Jülich |  |  | Everardo II, signore di Hengenbach |  |
|                                          |                              | Giuditta di Jülich                       |                                             |  |  |       |  |  | Guglielmo III, conte di Jülich |  |  |                                    |  |
| Guglielmo IV, conte di Jülich            |                              |                                          |                                             |  |  |       |  |  | Guglielmo III, conte di Jülich |  |  |                                    |  |
|                                          |                              | Matilde di Limburgo                      | Valerano III, duca di Limburgo              |  |  |       |  |  |                                |  |  |                                    |  |
|                                          |                              | Matilde di Limburgo                      | Valerano III, duca di Limburgo              |  |  |       |  |  |                                |  |  |                                    |  |
|                                          |                              | Matilde di Limburgo                      | Cunegonda di Lorena                         |  |  |       |  |  |                                |  |  |                                    |  |
| Gerardo VI, conte di Jülich              |                              | Matilde di Limburgo                      |                                             |  |  |       |  |  |                                |  |  |                                    |  |
|                                          |                              | Gerardo III, conte di Gheldria           | Ottone I, conte di Gheldria                 |  |  |       |  |  |                                |  |  |                                    |  |
|                                          |                              | Gerardo III, conte di Gheldria           | Ottone I, conte di Gheldria                 |  |  |       |  |  |                                |  |  |                                    |  |
|                                          |                              | Gerardo III, conte di Gheldria           | Riccarda di Baviera                         |  |  |       |  |  |                                |  |  |                                    |  |
| Riccarda di Gheldria                     |                              | Gerardo III, conte di Gheldria           |                                             |  |  |       |  |  |                                |  |  |                                    |  |
|                                          |                              | Margherita di Brabante                   | Enrico I, duca di Brabante                  |  |  |       |  |  |                                |  |  |                                    |  |
|                                          |                              | Margherita di Brabante                   | Enrico I, duca di Brabante                  |  |  |       |  |  |                                |  |  |                                    |  |
|                                          |                              | Margherita di Brabante                   | Matilde di Lorena                           |  |  |       |  |  |                                |  |  |                                    |  |
| Guglielmo I, duca di Jülich              |                              | Margherita di Brabante                   |                                             |  |  |       |  |  |                                |  |  |                                    |  |
|                                          | Enrico III, duca di Brabante | Enrico II, duca di Brabante              |                                             |  |  |       |  |  |                                |  |  |                                    |  |
|                                          | Enrico III, duca di Brabante | Enrico II, duca di Brabante              |                                             |  |  |       |  |  |                                |  |  |                                    |  |
|                                          | Enrico III, duca di Brabante | Maria di Svevia                          |                                             |  |  |       |  |  |                                |  |  |                                    |  |
| Goffredo di Brabante, signore d'Aerschot | Enrico III, duca di Brabante |                                          |                                             |  |  |       |  |  |                                |  |  |                                    |  |
|                                          |                              | Alice di Borgogna                        | Ugo IV, duca di Borgogna                    |  |  |       |  |  |                                |  |  |                                    |  |
|                                          |                              | Alice di Borgogna                        | Ugo IV, duca di Borgogna                    |  |  |       |  |  |                                |  |  |                                    |  |
|                                          |                              | Alice di Borgogna                        | Yolanda di Dreux                            |  |  |       |  |  |                                |  |  |                                    |  |
| Elisabetta di Brabante                   |                              | Alice di Borgogna                        |                                             |  |  |       |  |  |                                |  |  |                                    |  |
|                                          |                              | Erveo IV, signore di Vierzon             | Guglielmo II, signore di Vierzon            |  |  |       |  |  |                                |  |  |                                    |  |
|                                          |                              | Erveo IV, signore di Vierzon             | Guglielmo II, signore di Vierzon            |  |  |       |  |  |                                |  |  |                                    |  |
|                                          |                              | Erveo IV, signore di Vierzon             | Bianca di Joigny                            |  |  |       |  |  |                                |  |  |                                    |  |
| Giovanna, signora di Vierzon e Maizières |                              | Erveo IV, signore di Vierzon             |                                             |  |  |       |  |  |                                |  |  |                                    |  |
|                                          |                              | Giovanna di Brenne, signora di Maizières | Guglielmo di Brenne, signore di Rochecorbon |  |  |       |  |  |                                |  |  |                                    |  |
|                                          |                              | Giovanna di Brenne, signora di Maizières | Guglielmo di Brenne, signore di Rochecorbon |  |  |       |  |  |                                |  |  |                                    |  |
|                                          |                              | Giovanna di Brenne, signora di Maizières | Matilde di Mirebeau                         |  |  |       |  |  |                                |  |  |                                    |  |
|                                          |                              | Giovanna di Brenne, signora di Maizières |                                             |  |  |       |  |  |                                |  |  |                                    |  |

### Fonti primarie
- (LA)  Urkundenbuch für die Geschichte des Niederrheins, Volume 2.
- (LA)  Monumenta Germaniae Historica, tomus XXV.
- (LA)  (NL)  Urkundenbuch für die Geschichte des Niederrheins, Volume 3.
- (LA)  Chronologia Johannes de Bek.
- (LA)  Notice historique sur l'ancienne abbaye d'Averboden.

### Letteratura storiografica
- (DE)  Gerhard (VI.), Graf von Jülich, da Allgemeine Deutsche Biographie
- (DE)  Guglielmo I duca di Jülic, da Allgemeine Deutsche Biographie
- (FR)  Histoire généalogique des ducs de Bourgogne de la maison de France.
- (FR)  Bruges et le Franc ou Leur magistrature et leur noblesse, Volume 2.